# Tempo Pascal
O Tempo Pascal é um dos períodos mais solenes do Ano Litúrgico. Tem início no Domingo de Páscoa e se estende por 50 dias, culminando com a Solenidade de Pentecostes, quando a Igreja celebra o dom do Espírito Santo enviado sobre Maria os Apóstolos. Este tempo recorda, com alegria e profundidade, o mistério da Ressurreição de Jesus Cristo.

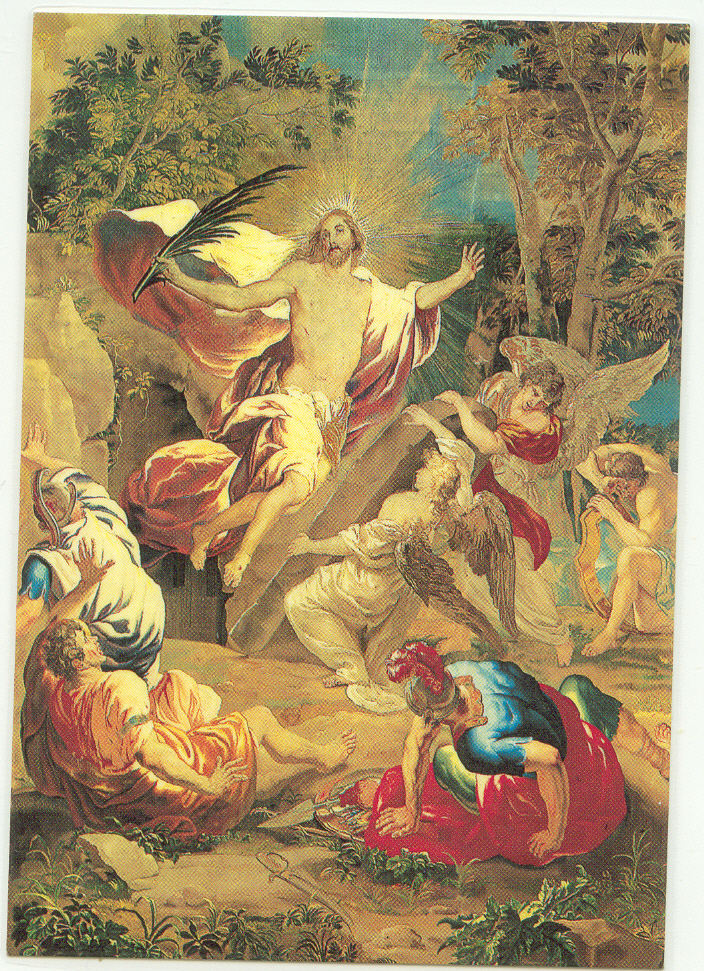
Cristo Ressuscitado: Ponto Fundamental do Tempo Pascal.

## Regras da Sagrada Liturgia
- A cor litúrgica é o branco, símbolo da glória, da alegria e da luz do Cristo ressuscitado. Em algumas celebrações solenes, pode-se usar também o dourado.
- O Aleluia é repetido com frequência, especialmente ao final das antífonas e dos cantos, como um grito de júbilo que enche a liturgia, após ter sido silenciado durante toda a Quaresma. É um tempo onde se canta e se proclama com entusiasmo a vitória de Cristo.
- O Círio Pascal, aceso na Vigília da Páscoa, permanece junto ao altar ou ao ambão durante todas as Missas do Tempo Pascal, sendo um sinal visível de que Cristo ressuscitado continua presente no meio da sua Igreja.
- As leituras bíblicas da liturgia desse tempo enfatizam a Ressurreição, as aparições do Senhor ressuscitado, a ação do Espírito Santo e a vida da Igreja nascente, como descrita nos Atos dos Apóstolos. Fala-se com frequência também sobre vida eterna e o sacramento do Batismo, pois os novos cristãos (neófitos) são acompanhados espiritualmente nesse período após terem recebido os sacramentos da iniciação na Vigília Pascal.
- O Glória a Deus nas alturas é entoado em todas as celebrações, inclusive durante a semana, como expressão da exultação pascal.
- É um tempo festivo, portanto não se realiza nenhum tipo de penitência litúrgica obrigatória. Jejuns e abstinências são suspensos, exceto a tradicional abstinência de carne às sextas-feiras, que continua obrigatória, com exceção da Sexta-feira da Oitava da Páscoa, pois a Oitava (os oito primeiros dias da Páscoa) é considerada como um único grande dia de festa.

## Lista dos domingos e semanas do Tempo Pascal
O Tempo Pascal é composto pelos seguintes domingos:
- Domingo de Páscoa na Ressurreição do Senhor
- Oitava da Páscoa - semana que procede a Páscoa
- 2º Domingo da Páscoa: Domingo da Divina Misericórdia
- 2ª Semana da Páscoa
- 3º Domingo da Páscoa
- 3ª Semana da Páscoa
- 4º Domingo da Páscoa: Dia do Bom Pastor, e Dia mundial de orações pelas Vocações
- 4ª Semana da Páscoa
- 5º Domingo da Páscoa
- 5ª Semana da Páscoa
- 6º Domingo da Páscoa
- 6ª Semana da Páscoa: Ascensão do Senhor
- 7º Domingo da Páscoa
- 7ª Semana da Páscoa
- Domingo de Pentecostes

## Festas móveis devido à Páscoa
A festa da Páscoa determina as seguintes festas:
- Domingo de Pentecostes: domingo após o da Ascensão do Senhor, 50º dia depois da Páscoa.
- Festa da Santíssima Trindade: domingo após o de Pentecostes, 56 dias depois da Páscoa.
- Solenidade do Santíssimo Corpo e Sangue de Nosso Senhor Jesus Cristo, ou Solenidade do Sacramento do Corpo e Sangue de Cristo, ou Corpus Christi: quinta-feira após a Festa da Santíssima Trindade, 60 dias após a Páscoa.
- Festa do Sagrado Coração de Jesus: segunda sexta-feira após o Corpus Christi, 68 dias após a Páscoa.
- Festa do Imaculado Coração de Maria: sábado após a Festa do Sagrado Coração de Jesus.